# Tczew
Tczew là một thị trấn thuộc hạt Tczew, tỉnh Pomeranian, miền bắc Ba Lan. Từ năm 1975 - 1998, thị trấn nằm trong tỉnh Gdańsk, kể từ năm 1999 đến nay, nó thuộc quyền quản lý của tỉnh Pomeranian. Thị trấn nằm trên bờ phía tây của sông Vistula, cách Vịnh Gdańsk ở biển Baltic khoảng 30 km về phía nam và cách Gdańsk khoảng 35 km về phía đông nam. Tổng diện tích của thị trấn là 22,26 km². Tính đến năm 2009, dân số của thị trấn là 60.279 người với mật độ 2.700 người/km². Đây cũng là thị trấn có người dân tộc Kociewie cư trú đông nhất.
Thị trấn còn được biết đến với cây cầu Vistula nổi tiếng và cây cầu Tczew - đóng vai trò quan trọng trong Cuộc xâm lược Ba Lan xuyên suốt Chiến tranh thế giới lần thứ hai. Đồng thời, đây cũng là nơi diễn ra Trại hè tiếng Anh hàng năm giữa Mỹ và Ba Lan, giúp cho sinh viên có cơ hội tiếp xúc với người Mỹ và cải thiện trình độ tiếng Anh.

## Một số điểm tham quan nổi tiếng của thị trấn

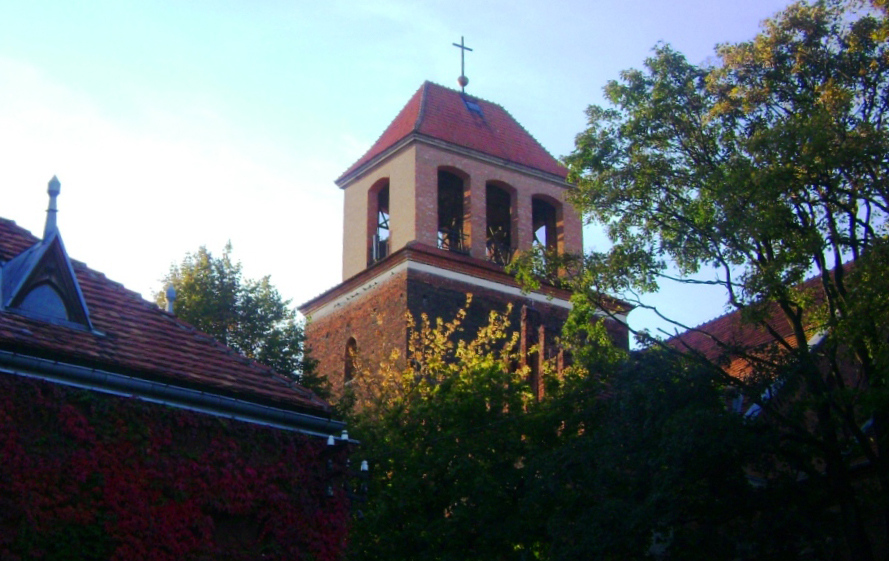
Giáo xứ tôn vinh thánh giá

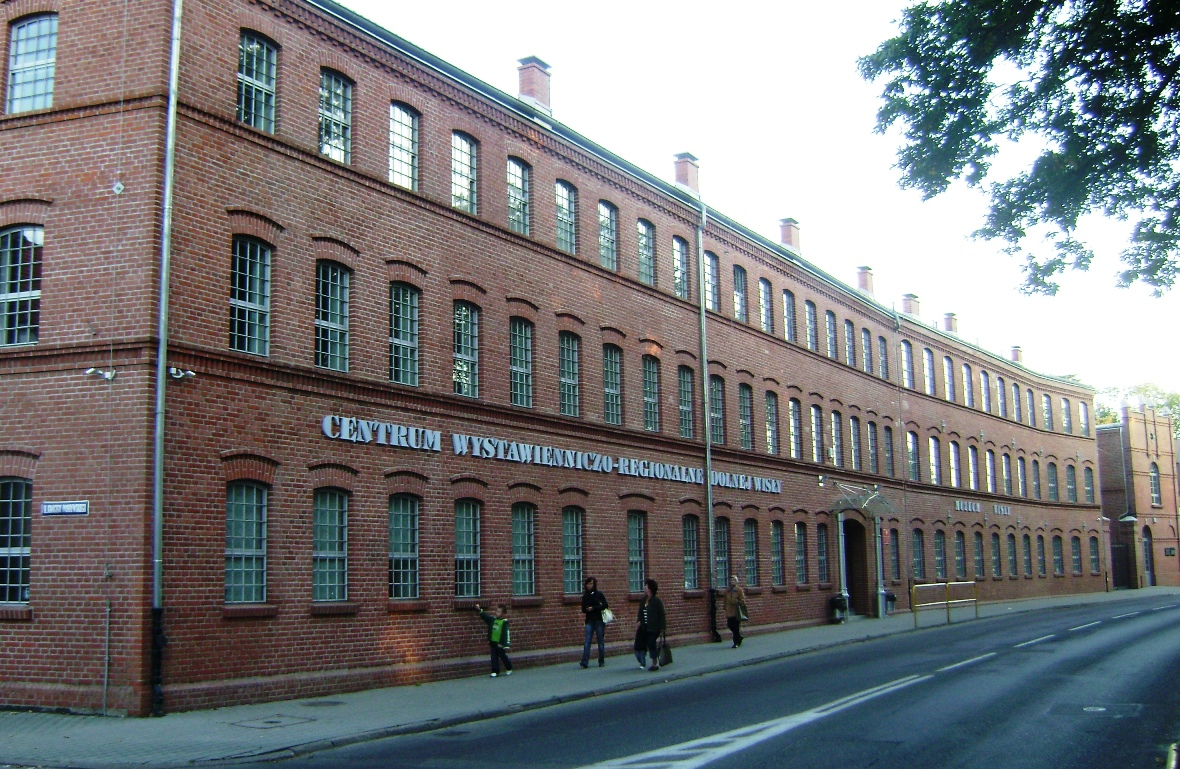
Bảo tàng sông Vistula

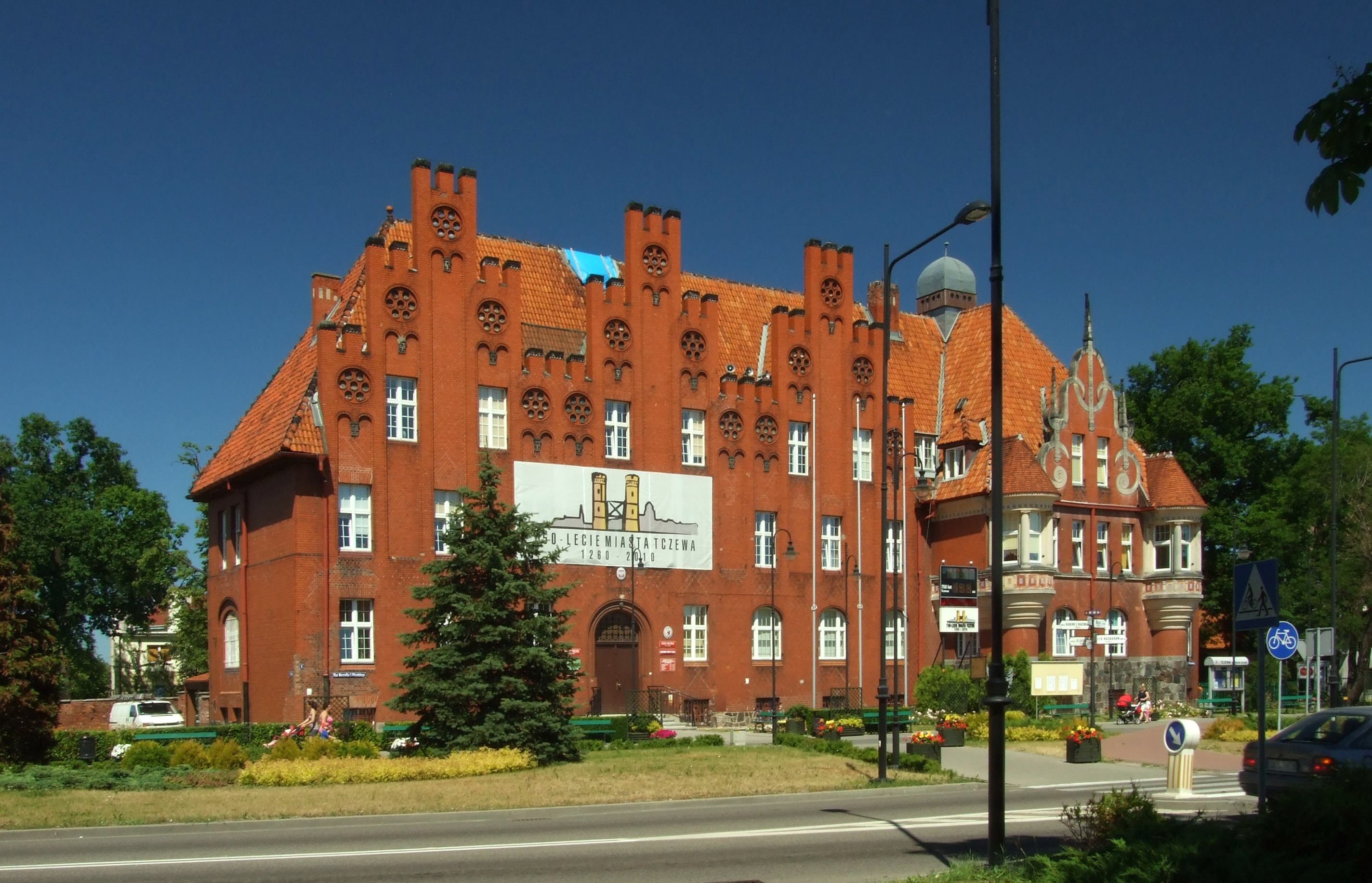
Tòa thị chính

- Nhà thờ Giáo xứ Holy Cross - nằm ở trung tâm Phố cổ, trên đường Wyszyńskiego. Đây là tòa nhà cổ nhất ở Tczew. Nhà thờ được xây dựng vào thế kỷ 13 và có nội thất kiểu Baroque
- Nhà thờ Thánh Stanislaus Kostka - nằm trên quảng trường Świętego Grzegorza. Nhà thờ được xây dựng từ thế kỷ 14 theo phong cách kiến trúc Gothic
- Những cây cầu trên sông Vistula - nằm trên đường Jana z Kolna và đại lộ Vistula là những điểm tham quan chính của Tczew
- Bảo tàng sông Vistula - nằm trên đường 30 Stycznia
- Tháp nước - nằm ở góc của đường 30 Stycznia và Bałdowska. Toà tháp được xây dựng vào năm 1905 và cao khoảng 40 m
- Tòa thị chính - tòa thị chính cũ nằm ở quảng trường Hallera, trung tâm Phố cổ. Nó đã bị phá hủy trong trận hỏa hoạn năm 1916 và chưa bao giờ được xây dựng lại kể từ đó. Tòa thị chính mới được xây dựng tại quảng trường Piłsudskiego vào đầu thế kỷ 20

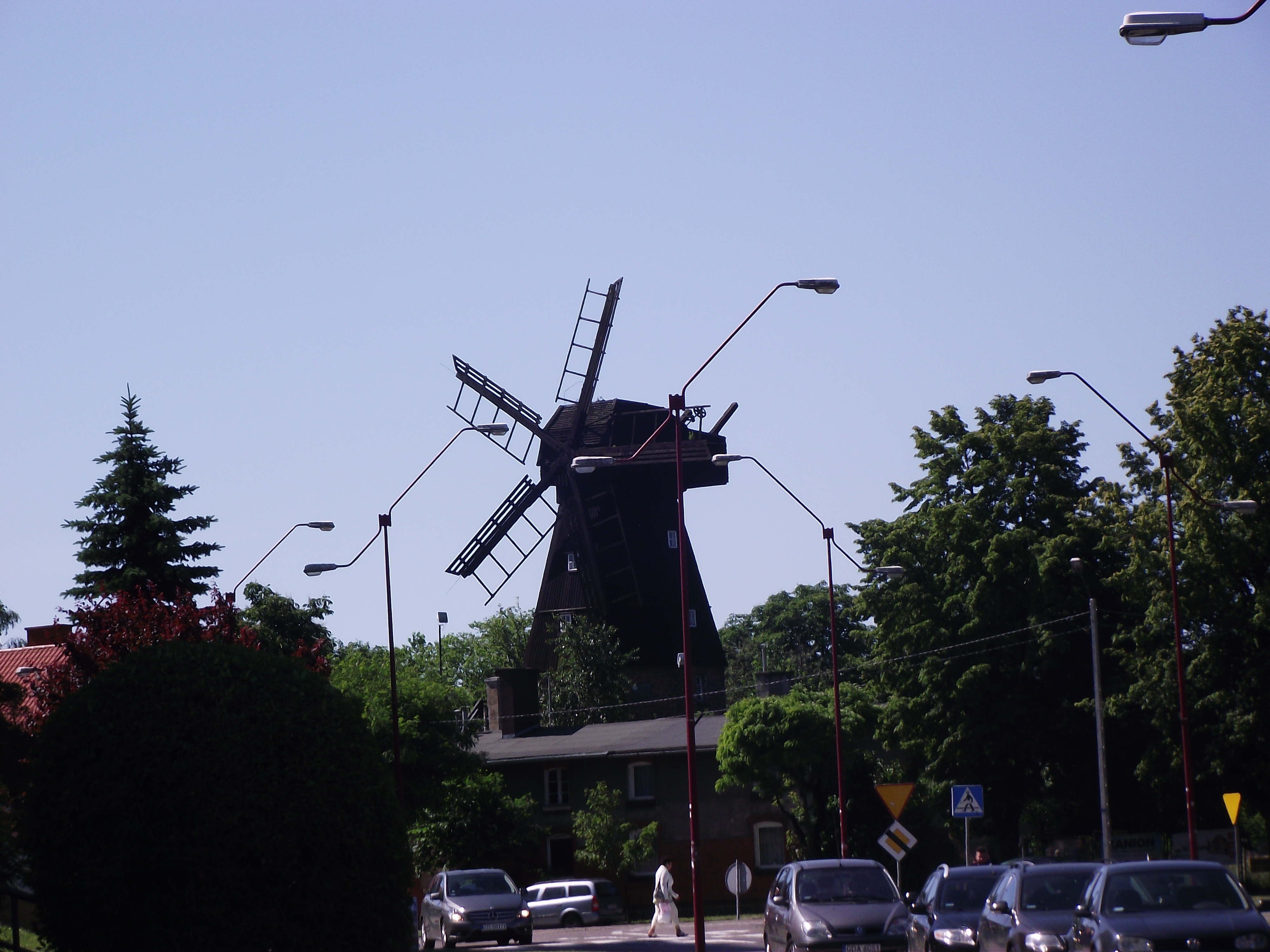
Cối xay gió năm cánh

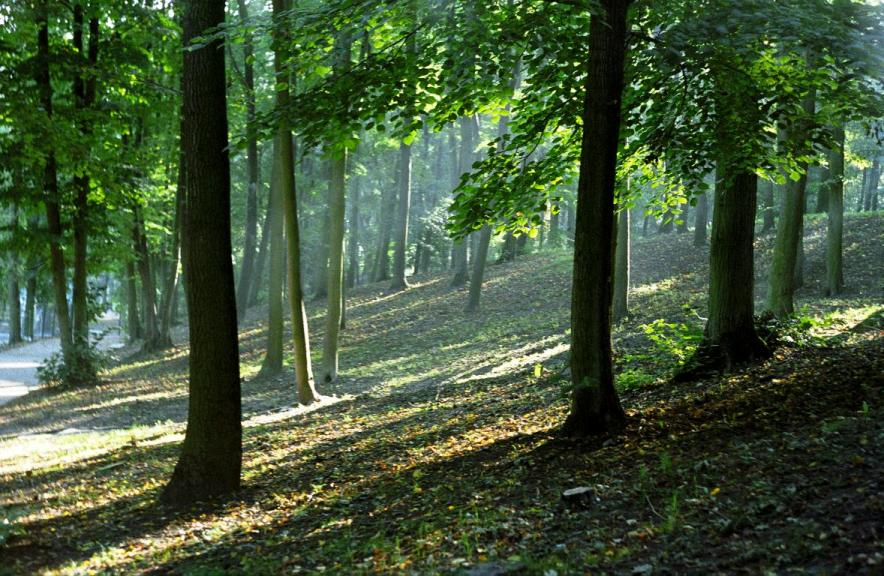
Công viên thành phố

- Cối xay gió kiểu Hà Lan - nằm trên đường Wojska Polskiego, được xây dựng vào năm 1806
- Bưu điện của thị trấn - nằm ở góc đường Dąbrowskiego và Obrońców Westerplatte. Đây là bưu điện lâu đời nhất ở Tczew, được xây dựng vào năm 1905
- Tòa nhà của Trường Hải quân cũ - nằm trên đường Szkoły Morskiej, được xây dựng vào năm 1911
- Công viên thành phố - nằm ở trung tâm của Tczew, giữa các đường Kołłątaja, Bałdowska và Sienkiewicza

## Những nhân vật nổi tiếng xuất thân từ thị trấn
- Roman Korynt (1929 - 2018) - một cầu thủ bóng đá nổi tiếng người Ba Lan
- Kazimierz Zimny (sinh năm 1935) - một vận động viên chạy ở cự ly 5000 m người Ba Lan, thi đấu tại Thế vận hội Mùa hè 1960
- Teresa Budzisz-Krzyżanowska (sinh năm 1942) - một nữ diễn viên sân khấu điện ảnh người Ba Lan
- Grzegorz Kołodko (sinh năm 1949) - giáo sư kinh tế, cựu phó thủ tướng và bộ trưởng bộ tài chính
- Barbara Wenta-Wojciechowska (sinh năm 1953) - một vận động viên chèo thuyền người Ba Lan, tham dự Thế vận hội Mùa hè 1976
- Janusz Akermann (sinh năm 1957) - một họa sĩ người Ba Lan và Giáo sư mỹ thuật ở Gdańsk
- Czesława Kościańska (sinh năm 1959) - một vận động viên chèo thuyền người Ba Lan, tham dự Thế vận hội Mùa hè 1980
- Krzysztof Kosesowski (sinh năm 1960) - một cựu võ sĩ Ba Lan, từng giành huy chương đồng tại Thế vận hội Mùa hè 1980
- Wojciech Wentura (sinh năm 1972) - một nhạc sĩ, diễn viên, nhà soạn nhạc, nghệ sĩ dương cầm Ba Lan
- Jarosław Kukowski (sinh năm 1972) - một họa sĩ đương đại người Ba Lan
- Kornelia Stawicka (sinh năm 1973) - một vận động viên bơi lội người Ba Lan, tham gia Thế vận hội Mùa hè 1988
- Sebastian Wenta (sinh năm 1975) - cựu tuyển thủ bắn súng
- Zbigniew Grzybowski (sinh năm 1976) - một cựu cầu thủ bóng đá chuyên nghiệp người Ba Lan
- Michał Zblewski (sinh năm 1980) - vận động viên của bộ môn Bobsleigh người Ba Lan, tham dự Thế vận hội mùa đông 2010
- Paweł Wszołek (sinh năm 1992) - cầu thủ bóng đá chuyên nghiệp của Ba Lan